# Marion Boyd
Marion Boyd, död efter 1495, var en skotsk adelskvinna. Hon är känd som mätress cirka 1490-1495 till kung Jakob IV av Skottland, med vilken hon fick två barn.